# Jenni Meno
Jenni Meno (* 19. November 1970 in Westlake, Ohio) ist eine ehemalige US-amerikanische Eiskunstläuferin, die im Paarlauf startete.
Ihr erster Eiskunstlaufpartner war Scott Wendland. Mit ihm wurde sie 1991 Dritte und 1992 Zweite bei den US-Meisterschaften. In beiden Jahren nahmen sie auch an Weltmeisterschaften teil und beendeten diese auf dem zehnten, bzw. elften Platz. Bei den Olympischen Spielen 1992 in Albertville wurden sie Elfte.
Bei diesen Olympischen Spielen verliebte sich Meno in Todd Sand. Er wurde ab 1993 auch ihr neuer Eiskunstlaufpartner. Von 1994 bis 1996 gewannen sie die US-amerikanischen Meisterschaften. Von 1993 bis 1998 nahmen sie an Weltmeisterschaften teil und beendeten sie nie schlechter als auf dem fünften Platz. 1995 und 1996 gewannen sie die Bronzemedaille. 1998 in Minneapolis feierten sie ihren größten Erfolg. Sie wurden Vize-Weltmeister hinter den Russen Jelena Bereschnaja und Anton Sicharulidse. Bei den Olympischen Spielen 1994 in Lillehammer belegten Sand und Meno den fünften Platz und bei den Olympischen Spielen 1998 in Nagano wurden sie Achte.
Menos und Sands Paarlauftrainer war John Nicks. Nach seiner Amateurkarriere lief das Paar für sechs Saisons bei der Eisrevue „Stars on Ice“.
Jenni Meno und Todd Sand heirateten 1995 und haben zwei Söhne – Jack, geboren 2004, und Matthew, geboren 2006.

## Ergebnisse

### Paarlauf
(* mit Scott Wendland, sonst mit Todd Sand)
| Wettbewerb / Jahr                | 1991 | 1992 | 1993 | 1994 | 1995 | 1996 | 1997 | 1998 |
| -------------------------------- | ---- | ---- | ---- | ---- | ---- | ---- | ---- | ---- |
| Olympische Winterspiele          |      | 11.* |      | 5.   |      |      |      | 8.   |
| Weltmeisterschaften              | 10.* | 11.* | 5.   | 6.   | 3.   | 3.   | 5.   | 2.   |
| US-amerikanische Meisterschaften | 3.*  | 2.*  | 2.   | 1.   | 1.   | 1.   | 2.   | Z    |

- Z = Zurückgezogen